# Dioctria cornuta
Dioctria cornuta är en tvåvingeart som beskrevs av Pavel Lehr 2001. Dioctria cornuta ingår i släktet Dioctria och familjen rovflugor.
Artens utbredningsområde är Moldavien. Inga underarter finns listade i Catalogue of Life.